# الخشب (أحور)

تعديل مصدري - تعديل

الخشب هي إحدى قرى عزلة أحور بمديرية أحور التابعة لمحافظة أبين، بلغ تعداد سكانها 62 نسمة حسب تعداد اليمن لعام 2004.